# زمن مميز
الزمن المُمَيِّز في علم الكيمياء هو مقدر رتبة قدر مقياس التفاعل الزمني. يعرف بالتقريب بأنه مقلوب معدل التفاعل.
الزمن المميز في علم الكهرباء هو الزمن الذي يمضي على المكثف لتفريغ 63% (1/e) من شحنته، في دائرة المقاومة والمكثف.